# 赤木一騎
赤木 一騎（あかぎ いっき）とは、日本の関西を拠点に活動する競馬評論家である。
競馬新聞『競馬サイエンス』、有料競馬情報サイト「JRDB」の創始者。競走馬の疾病（ソエ、骨瘤など）や馬具（蹄鉄やブリンカーなど）と競走馬のパフォーマンスの関係性について研究を行い、執筆活動などを通して競馬ファンに伝える活動を行っている。

## 評論活動

### 馬体診断
関西での中央競馬（阪神競馬場、京都競馬場）開催時には、自身と同じ研究を志す者とともに競走馬の馬体の状況を確認している。関西での中央開催がない場合も、中京競馬場や小倉競馬場に行き、パドック（下見所）での馬体診断を行う。
赤木の活動の核になっているパドックでの馬体診断（馬見〈うまみ〉と称する）要素には次のようなものがある。
- 装着馬具などの確認 ： 効果の判断（ブリンカーや、シャドーロールなど）
- 馬体構造や特徴確認 ： 距離特性や、芝・ダート特性などの確認
- 競走馬の疾病などの確認： ソエなどの確認
- 競走馬のタテの比較 ： 前走までのレース内容や馬具、持ち時計、力関係から見た能力比較
- 競走馬のヨコの比較 ： レース当日の力関係比較
- その他

### 執筆活動
著書や『競馬王』（白夜書房）の企画などでは、一部の競馬関係者は知っているがファンが知ることが難しい、競走馬の疾病やそれらのレースへの影響、また馬具についての効果をわかりやすく紹介している。具体例としては、競走馬の職業病である「ソエ」（管骨骨膜炎）の程度や、パドックでの見極め方、その治療方法の種類の紹介などを含む書籍を執筆。いわゆる獣医学的な専門書ではなく、CGや写真、イラストを多く使用し一般のファンにもわかりやすい情報提供や馬具などの有用性を提言している。

## 著書
- 久保和功VS赤木一騎 馬券極道（白夜書房、2006年）
- 京都・阪神の馬券名人になる本：冒頭特集（白夜ムック、2008年）
- 赤木一騎の「遺書」（白夜書房、2008年）